# Flottans glada gossar
Flottans glada gossar är en svensk komedifilm från 1954, i regi av Rolf Husberg och med bland andra Åke Söderblom och Gunnar Björnstrand i rollerna. 

## Handling
Lasse Alm (Söderblom) och Harry Nyström (Egon Larsson) är vänner och arbetar för redaren Ludvig "Ludde" Ekman (Björnstrand). De båda vännerna vill låna pengar av Ekman till en egen båt, men Ekman lovar inget. Nyström blir inkallad i flottan, och när sedan också Ekman blir inkallad får han Alm att ta hans plats mot att de båda vännerna får lånet.
Emellertid blir även Alm inkallad, varför Ekman motvilligt inställer sig i Alms ställe. Alla tre hamnar på samma fartyg, kryssaren Gotland som är på väg till Monte Carlo. En mängd förvecklingar inträffar.

## Om filmen
Flottans glada gossar hade Sverigepremiär den 16 februari 1954 i på biograferna Kaparen och Victoria i Göteborg. Den har sedan dess flera gånger TV-visats på SVT, bland annat i oktober 2018.
Filmen spelades in i Monte Carlo, Stockholm och Karlskrona samt på kryssaren Gotland i Hårsfjärden utanför Nynäshamn.

## Kritik
När Flottans glada gossar kom, fick den tämligen dålig kritik; Robin Hood på Stockholms-Tidningen gav den godkänt i fråga om manus, och kallade den "[e]n fläkt från den gamla goda tiden, då man i Sverige kunde göra trevliga filmer trevliga, med vanlig enkel charm i stället för psykologiserande djupsinne och s k spirituella krysterier."
Andra kritiker var inte lika roade, och angav framförallt manuset som den största bristen i filmen. Nils Beyer på Morgon-Tidningen skrev: "[Regissören Husberg] har gett filmen ett raskt tempo, som man är tacksam för, och lyckats få med sig flera goda skådespelare. Men historien han berättar? Behövde den vara så enfaldig?" Lasse Bergström på Arbetaren skrädde inte orden, och kallade den "en film i vilken platt- och plumpheter presterar en segerrik kamp mot de sköna medelhavsvyer som producenten kostat på eländet."

## Roller i urval
- Åke Söderblom – Lasse Alm
- Egon Larsson – Harry Nyström
- Åke Grönberg – flaggstyrman Eskil Bladh
- Gunnar Björnstrand – skeppsredare Ludvig "Ludde" Ekman
- Yvonne Lombard – Lilly Persson
- Sonja Stjernquist – Nellie Berggren
- Birgitta Valberg – Olga Ekman, Ludvigs hustru
- Fylgia Zadig – Blondie
- Lil Yunkers – Bébé
- Franz von Lampe – croupier
- Eddy Andersson – Man i krogslagsmål